# Beat Out!
Beat Out! es el tercer álbum de la banda de rock japonesa GLAY. Fue lanzado el 2 de julio de 1996, y alcanzó el puesto #1 en el ranking de Oricon, con 821 890 copias vendidas.

## Lista de canciones
| N.º | Título                                      | Escritor(es) | Duración |  |
| 1.  | «More than Love»                            | TAKURO       |          |  |
| 2.  | «Yes, Summerdays»                           | TAKURO       |          |  |
| 3.  | «Genshoku no Sora (原色の空?)»              | TAKURO       |          |  |
| 4.  | «Trouble On Monday»                         | TAKURO       |          |  |
| 5.  | «Together»                                  | TAKURO       |          |  |
| 6.  | «Tsuki ni Inoru (月に祈る?)»                | TAKURO       |          |  |
| 7.  | «Ikiteku Tsuyosa (生きてく強さ?)»           | TAKURO       |          |  |
| 8.  | «Shuumatsu no Baby Talk (週末のBaby talk?)» | TERU         |          |  |
| 9.  | «Guroriasu (グロリアス Glorious?)»          | TAKURO       |          |  |
| 10. | «Kiseki no hate (軌跡の果て?)»              | TAKURO       |          |  |
| 11. | «Miki Piano»                                | TAKURO       |          |  |